# Херенвен (футбольный клуб)
«Херенве́н» (нидерл. Sportclub Heerenveen) — нидерландский профессиональный футбольный клуб из одноимённого города, основанный 20 июля 1920 года под названием «Атлета». Обладатель Кубка Нидерландов. Самую большую известность в европейском футболе получил за свою ярко выраженную гордость своей фризской идентичностью.
Выступает в Эредивизи, высшем дивизионе чемпионата Нидерландов. Домашние матчи проводит на стадионе «Абе Ленстра», названном в честь лучшего бомбардира в истории «Херенвена» Абе Ленстры и вмещающем 26 800 зрителей.

## История
История «Херенвена» берёт своё начало 20 июня 1920 года после основания футбольного клуба под названием «Атлета». До основания этой команды в Херенвене ещё начиная с 1902 года существовал ряд других футбольных клубов, но жизнь многих из них прервала Первая мировая война или различного рода трудности. В сезоне 1921/22 под новым именем — «Спартан» клуб присоединяется к нидерландской футбольной ассоциации. В октябре 1922 года ввиду того, что уже имелось несколько футбольных клубов с похожим названием клуб получает новое имя — «Херенвен». В сезоне 1922/23 «Херенвен» выступал только в третьем дивизионе, а в 1923/24 уже во втором дивизионе.

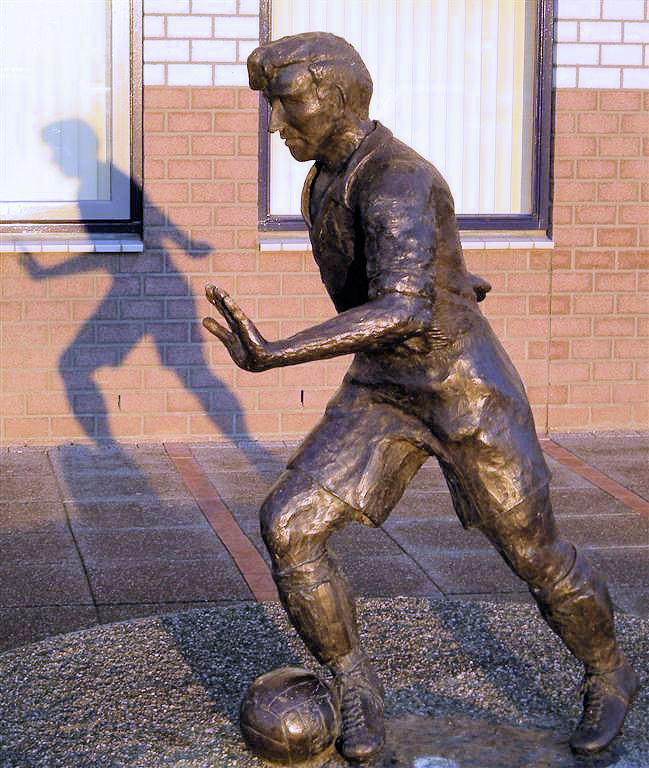
Статуя Абе Ленстры в Херенвене

В сезоне 1927/28 клуб мог выйти в первый дивизион, но «Херенвену» не хватило для этого всего одного очка. В сезоне 1936/37 с такими игроками как Абе Ленстра, Ян Ленстра и Хенни Йонкман «Херенвен» побеждает во втором дивизионе Нидерландов и играх на повышение в элиту. В те годы первый дивизион страны был разделён на ряд региональных лиг, победители которых боролись в финальном раунде за звание чемпиона Нидерландов. В одну из них, северную, и вышел «Херенвен». Сезон 1937/38 стал проверкой на прочность для фризского дебютанта, однако «Херенвен» устоял, заняв 9-е место с 11-ти. В сезоне 1938/39 клуб занимает 3-е место, в северной лиге отстав от победителя «Ахиллеса 1894» всего на три очка. В сезонах 1941/42, 1942/43 и 1943/44 припавших на годы Второй мировой войны «Херенвен» трижды подряд побеждает в северной лиге и выходит в финальный раунд чемпионата страны, однако не добивается каких-либо успехов там. Из-за активных боевых действий на территории Нидерландов чемпионат сезона 1944/45 так и не был сыгран. В первом послевоенном сезоне 1945/46 «Херенвен» вновь выходит в финальный раунд турнира, где добивается своего первого успеха став бронзовым призёром чемпионата. В сезонах 1946/47 и 1947/48 «Херенвен» дважды становится вице-чемпионом Нидерландов. В сезоне 1947/48 «Херенвен» как никогда был близок к титулу, но отстал от чемпиона того розыгрыша «Ден Босха» всего на одно очко. В дальнейшем как и прежде клуб доминировал в северной лиге первого дивизиона, но таких успехов в финальном раунде чемпионата Нидерландов уже не имел.

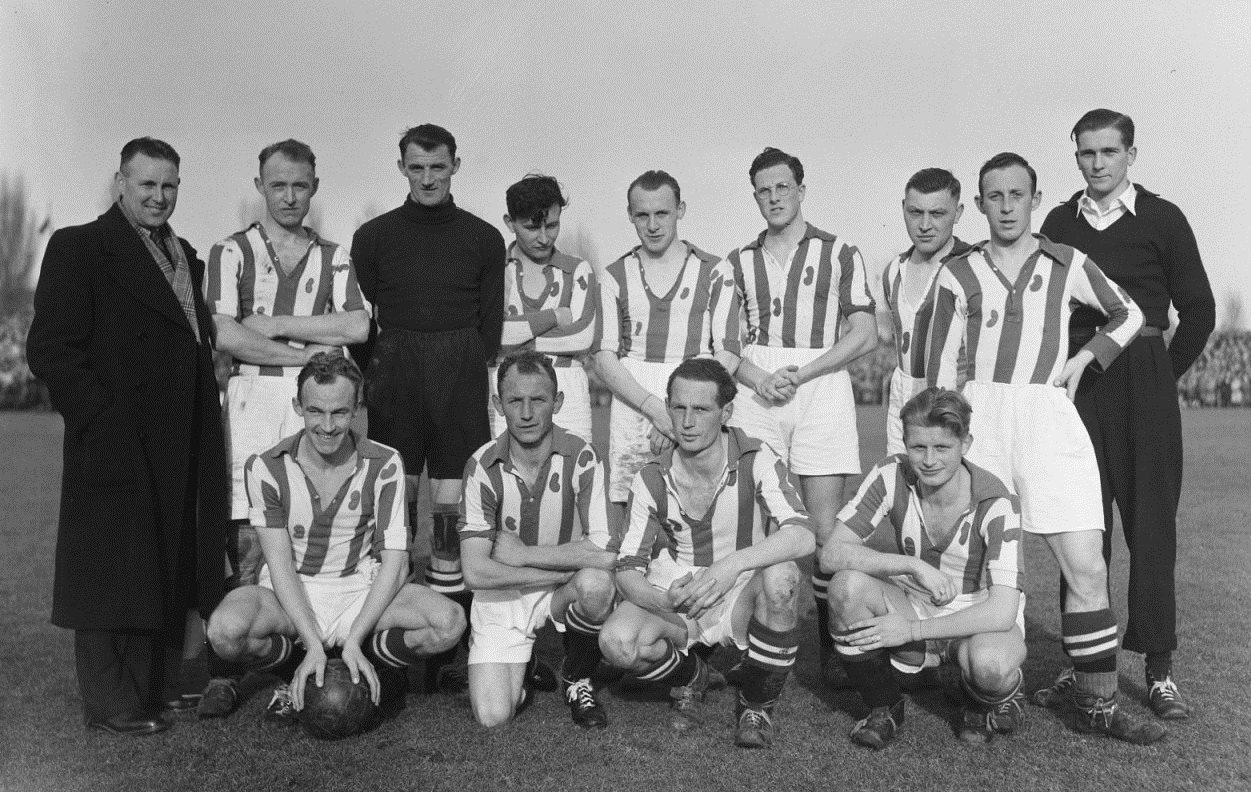
Футболисты «Херенвена» в 1950 году

В 1954 году федерация футбола Нидерландов вступила в УЕФА, что ознаменовало собой начало перехода футбола в стране в профессиональную эру. Для «Херенвена» это был довольно сложный период. После реформирования чемпионата клуб был зачислен в новообразованный третий дивизион Нидерландов. В 1955 году «Херенвен» покидает лучший бомбардир клуба Абе Ленстра. Лишь в сезоне 1960/61 команде удаётся выйти во второй дивизион, однако уже через два года по причине реорганизации низших дивизионов «Херенвен» снова вылетает в третий дивизион. В 1967 году «Херенвен» испытывает серьёзные финансовые проблемы. Своевременной помощь фонда Актион’67 помогает команде не только выйти из кризиса а и существенно поправить своё финансовое положение в ближайшие годы. Следствием этого стал чемпионский титул второго дивизиона в 1970 году и выход «Херенвена» в первый дивизион. В 1973 году клуб переживает очередной финансовый кризис. «Херенвену» вновь удаётся выйти из него, однако в отличие от прошлого раза не так хорошо как хотелось бы. Это не только заметно сказалось на дальнейших результатах команды, а и заставило клуб на долгие годы забыть о попытках выйти в Эредивизи.
По итогам сезона 1989/90 «Херенвену» наконец-то удаётся выйти в Эредивизи, однако команда сразу же покидает элиту, заняв лишь 17 место из 18-ти. Свою очередную путёвку в Эредивизи клуб заработал уже в сезоне 1992/93, на этот раз не только закрепившись в ней а и начав один из самых удачных периодов в своей истории. В середине 90-х годов «Херенвен» дважды доходил до финала национального кубка. В 1993 году «Херенвен» уступил трофей «Аяксу» со счётом 2:6, а в 1997 году уступил его «Роде» со счётом 2:4. В 1995 года «Херенвен» дебютирует в еврокубках, включившись в борьбу за Кубок Интертото. Дойдя до стадии 1/4 финала команда была выбита французским «Бордо» ставшим одним из двух победителей того розыгрыша. В дальнейшем клуб вновь участвовал в Кубке Интертото и дебютировал в Кубке обладателей кубков УЕФА, однако особо не преуспел там. В сезоне 1999/00 «Херенвен» в третий раз становится вице-чемпионом Нидерландов. Этот успех открывает команде путь в Лигу Чемпионов, в которой клуб дебютировал в сезоне 2000/01. Соперниками фризов в групповом этапе стали испанская «Валенсия», французский «Олимпик Лион» и греческий «Олимпиакос». Одержав всего одну победу и заняв последнее место в группе «Херенвен» вылетают из турнира. В сезоне 2002/03 «Херенвен» дебютирует в Кубке УЕФА, в котором стабильно принимал участие до сезона 2010/11, зачастую в групповом этапе турнира. В 2009 году «Херенвен» вновь выходит в финал Кубка Нидерландов, где в серии пенальти одерживает верх над «Твенте» и завоёвывает свой первый национальный трофей. Это достижение даёт «Херенвену» возможность побороться за ещё один трофей — Суперкубок Нидерландов, однако в матче на «Амстердам-Арена» «Херенвен» проигрывает чемпиону того сезона «АЗ» со счётом 1:5.

## Болельщики и соперничество с другими клубами

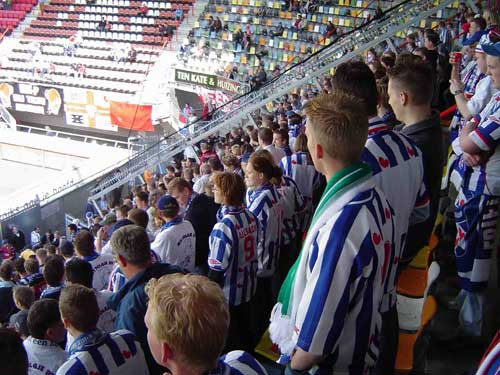
Болельщики «Херенвена»

Самыми принципиальными для «Херенвена» являются матчи против «Камбюра» из города Леуварден, столицы провинции Фрисландия. Дерби этих команд в нидерландском футболе известно как Фризское дерби. Сложившаяся ещё в 80-х годах вражда имеет неоднозначную причину, которую сложно понять людям не вовлечённым в неё. Большинство болельщиков «Херенвена» от малых деревень до больших городов очень гордятся тем, что они фризы. Фризский флаг, гимн и национальные символы давно стали неотъемлемыми атрибутами «Херенвена». Гордо выражающий свою фризскую идентичность клуб уже многие десятилетия знают как лицо Фрисландии в Нидерландах. Из-за этого «Камбюр» уже давно живёт в тени «Херенвена», а его болельщики на фоне этого постепенно дистанцировались от своих фризских корней. Болельщики «Камбюра» больше не считают себя фризами, а называют себя леуварденцами. В свою очередь болельщиков «Херенвена» они насмешливо называют «фермерами» или «деревенщиной» ввиду того, что они «не считают» Херенвен городом, а популярность «Херенвена» всегда была самой высокой именно в сельской местности провинции. Успехи «Херенвена», вылет «Камбюра» из элиты в сезоне 1999/00 и его близости к банкротству в 2005 году поспособствовало тому, что это противостояние едва не было забыто в Нидерландах. С возвращением «Камбюра» в Эредивизи в 2013 году вражда этих команд разгорелась с новой силой. Встречи «Херенвена» и «Камбюра» зачастую сопровождаются массовыми драками болельщиков клубов, столкновениями с полицией и многисленными арестами болельщиков с обеих сторон. В начале 2024 года 23 болельщика получили двухлетний запрет на посещение «Камбюр Стэдиум» из-за причастности к беспорядкам в Леувардене во время прошлогоднего дерби команд.
Вторыми по важности для болельщиков «Херенвена» являются матчи против их ближайшего соседа по Эридивизи «Гронингена». Дерби этих двух команд известно в нидерландском футболе как Северное дерби. Это противостояние сложилось по мере упадка «Камбюра», и до его формирования болельщики обеих команд в целом имели вполне дружеские отношения. В отличие от вражды «Херенвена» с «Камбюром», их соперничество с «Гронингеном» обычно проходит без насилия. Зачастую за несколько дней до игр между командами болельщики обоих клубов дразнят и подшучивают над друг другом игривыми и дерзкими выходками. Так однажды болельщики «Херенвена» украли со стадиона «Гронингена» отметку центра поля, а также повесили фризский флаг и шутливый баннер на обзорной башне Гронингена. Ещё одной яркой выходкой болельщиков «Херенвена» стал завоз строительного мусора на передний двор дома президента «Гронингена». В такой способ фризы пошутили над остановкой строительства новой арены соседей «Еуроборга» из-за серьёзной дизайнерской ошибки. В свою очередь болельщики «Гронингена» перекрашивали в свои цвета виадук возле Херенвена а также пытались сделать это со статуей легенды «Херенвена» Абе Ленстры. Годом спустя в сезоне 2001/02 болельщики «Гронингена» наградили игрока «Херенвена» Антони Люрлинга персональной наградой «самая большая измена сезона» подарив ему швейную машинку. Той же неделей болельщики «Гронингена» изменили городские знаки Херенвена на «Херенвен отстой». В следующем сезоне болельщики «Гронингена» подразнили своих соседей, установив пограничный пост между провинциями Фрисландия и Гронинген.
У «Херенвена» есть два крупных официальных фан-клуба. Это основанные в 1981 году «Feanfan Supportersklub» и основанные в 2001 году «Nij Noard». «Feanfan Supportersklub» традиционно занимают южную трибуну «Абе Ленстра», в то время как «Nij Noard» с 2005 года занимают место на северной трибуне арены. Помимо этих двух клубов существуют также детский и юношеский фан-клубы «Херенвена». Это «Junior Heroes» для детей до 12 лет и «Feanatics» для подростков от 13 до 17 лет.

## Стадион

### Абе Ленстра

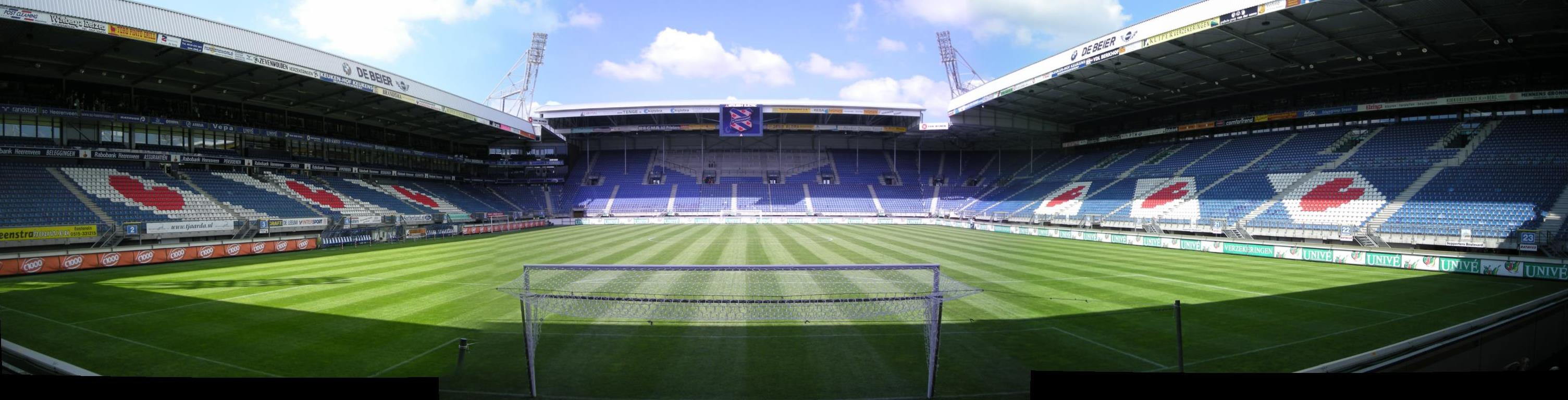
Панорама «Абе Ленстра»

«Абе Ленстра» — футбольний стадион в городе Херенвен, Нидерланды. Назван в честь легенды «Херенвена» и лучшего бомбардира в истории клуба Абе Ленстры. Строительство арены началось в 1993 году. По изначальному плану стадион должен был иметь открытые углы, но в процессе строительства руководство «Херенвена» отказалось от этой идеи. 14 марта 1994 года председатель правления «Херенвена», Ример ван дер Велде, заложил первый камень нового стадиона. На момент окончания работ максимальная вместимость арены составляла 14 500 мест. Стадион был торжественно открыт 20 августа 1994 года товарищеским матчем «Херенвена» и ПСВ. Первый удар по мячу нанёс почётный гость открытия арены, принц Виллем-Александр, наследник престола Нидерландов. Этот матч также занял особое место в карьере одного из лучших игроков в истории футбола Роналдо так как это была его первая игра в Европе. В 2002 году ввиду стремительно растущей посещаемости арены вместимость стадиона была увеличена почти вдвое до 26 100 мест. В дальнейшие годы путём актуализации некоторых участков стадиона вместимость «Абе Ленстра» была увеличена ещё на 700 мест до 26 800. В конце 2009 года «Абе Ленстра» был включён в заявку Бельгии, Нидерландов и Люксембурга на совместное проведение чемпионата мира 2018 года. В случае успеха заявки клуб мог получить возможность расширить арену до 44 000 мест. В 2011 году был разработан план по расширению арены до 32 000 мест. Предполагаемые работы должны были закончиться к началу сезона 2012/13. По решению руководства клуба этот план был вскоре заменён на другой предусматривающий расширение арены до 29 000 мест. Работы были запланированы на лето 2012 года, однако, экономический спад вынудил «Херенвен» отложить эти планы на будущее.

### Спортпарк Север

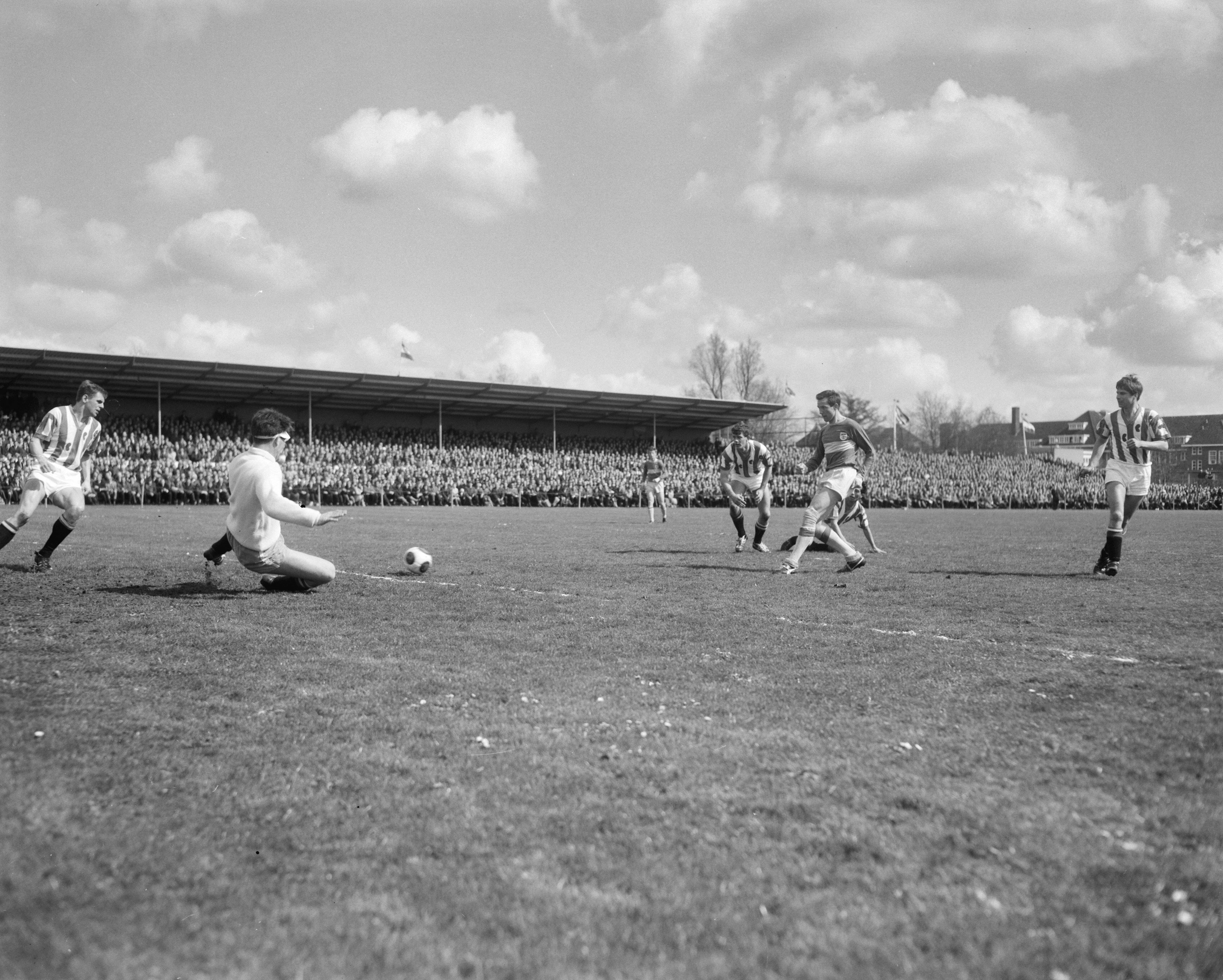
Арена «Спортпарк Север» в 1965 году

«Спортпарк Север» — ныне не существующий футбольный стадион в Херенвене, Нидерланды. Стадион был открыт в 1928 году став на долгие десятилетия домом для «Херенвена». Согласно сохранившейся записи от 1949 года вместимость «Спортпарк Север» в те годы была 15 000 мест. В 50-е годы количество зрителей часто превышало максимальную вместимость арены, что заставляло руководство «Херенвена» импровизировать с ареной и расширять её временные местами чтобы принять всех болельщиков клуба. Так матч «Херенвена» против «Апелдорна» собрал на трибунах «Спортпарк Север» 22 000 зрителей. 4 сентября 1985 года арена приняла свой первый международный матч. Встречу национальных сборных Нидерландов и Болгарии. Эта игра началась с минуты молчания в память об Абе Ленстре. Легендарный для «Херенвена» игрок скончался несколькими днями ранее, и должен был стать почётным гостем этого матча. В 1986 году «Спортпарк Север» был переименован в его честь. В 1994 году «Херенвен» открывает новый «Абе Ленстра» в то время как старая арена была закрыта и со временем снесена. Некоторые части старого «Абе Ленстра» были отправлены через океан в столицу Суринама Парамарибо. В настоящее время на месте бывшей арены стоит филиал располагавшейся напротив больницы и жилые дома.

## Достижения

### Национальные
- Чемпионат Нидерландов / Эредивизи

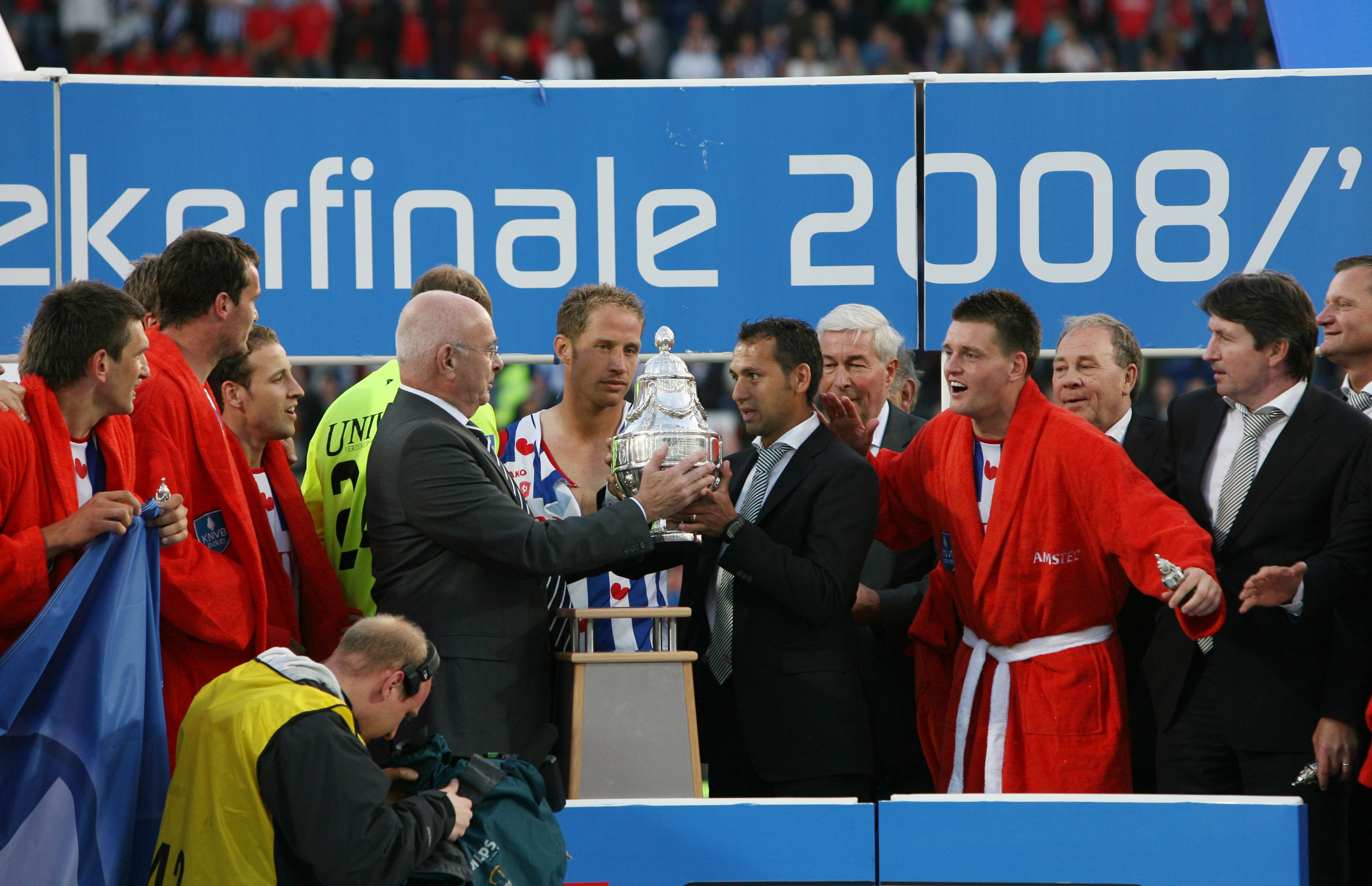
Игроки «Херенвена» с национальным кубком.

  - Вице-чемпион (3): 1946/47, 1947/48, 1999/00
  - Бронзовый призёр: 1945/46
- Кубок Нидерландов
  - Обладатель: 2008/09
  - Финалист (2): 1992/93, 1996/97
- Первый дивизион Нидерландов
  - Вице-чемпион (2): 1981, 1993
- Награда фейр-плей королевского футбольного союза Нидерландов
  - Обладатель (3): 1999, 2011, 2012

### Международные
- Кубок Интертото
  - Финалист: 2003

## Основной состав

### Команда
| №  |                  | Поз. | Имя                   | Год рождения |
| -- | ---------------- | ---- | --------------------- | ------------ |
| 3  | Флаг Нидерландов | Защ  | Мас Виллемсен         | 2003         |
| 4  | Флаг Нидерландов | Защ  | Сам Керстен           | 1998         |
| 5  | Флаг Польши      | Защ  | Павел Бохневич        | 1996         |
| 6  | Флаг Нидерландов | ПЗ   | Йорис ван Оверем      | 1994         |
| 7  | Флаг Франции     | Нап  | Максанс Ривера        | 2002         |
| 8  | Флаг Нидерландов | ПЗ   | Люк Брауэрс (капитан) | 1998         |
| 9  | Флаг Суринама    | Нап  | Дилан Венте           | 1999         |
| 10 | Флаг Нидерландов | ПЗ   | Ринго Мервелд         | 2002         |
| 14 | Флаг Нидерландов | ПЗ   | Леви Сманс            | 2004         |
| 16 | Флаг Швеции      | ПЗ   | Маркус Линдай         | 2003         |
| 17 | Флаг Норвегии    | Защ  | Николай Хопланн       | 2004         |
| 19 | Флаг Греции      | Защ  | Василиос Загаритис    | 2001         |
| 20 | Флаг Дании       | Нап  | Якоб Тренсков         | 2000         |
| 21 | Флаг Нидерландов | ПЗ   | Эспен ван Э           | 2003         |

| №  |                  | Поз. | Имя                        | Год рождения |
| -- | ---------------- | ---- | -------------------------- | ------------ |
| 22 | Флаг Нидерландов | Вр   | Бернт Клавербур            | 2005         |
| 26 | Флаг Нидерландов | Нап  | Амауррихо ван Аксел Донген | 2004         |
| 27 | Флаг Чехии       | Нап  | Вацлав Сейк                | 2002         |
| 28 | Флаг Болгарии    | Защ  | Християн Петров            | 2002         |
| 31 | Флаг Нидерландов | Вр   | Нордин Баккер              | 1997         |
| 32 | Флаг Нидерландов | ПЗ   | Кай Янсен                  | 2007         |
| 33 | Флаг Суринама    | Нап  | Джермейн Рейссел           | 2005         |
| 34 | Флаг Нидерландов | Защ  | Робин Бау                  | 2006         |
| 39 | Флаг Кюрасао     | ПЗ   | Исайя Ахмед                | 2005         |
| 44 | Флаг Нидерландов | Вр   | Андрис Нопперт             | 1994         |
| 45 | Флаг Норвегии    | ПЗ   | Оливер Брёуде              | 2004         |
| 50 | Флаг Нидерландов | Нап  | Эсер Гюрбюз                | 2007         |
|    | Флаг Бельгии     | ПЗ   | Нолан Кауртенс             | 2006         |

### Тренерский штаб
| Должность        | Имя           |
| ---------------- | ------------- |
| Главный тренер   | Робин Велдман |
| Тренер ассистент | Хенк Брюгге   |
| Тренер ассистент | Йерун Схепенс |
| Тренер вратарей  | Агил Этемади  |

## Трансферы сезона 2025/26

### Пришли
| Поз. | Игрок                      | Прежний клуб        | Стоимость/статус трансфера |
| ---- | -------------------------- | ------------------- | -------------------------- |
| Вр   | Нордин Баккер              | Алмере Сити         | Свободный агент            |
| Защ  | Мас Виллемсен              | Де Графсхап         | Свободный агент            |
| Защ  | Николай Хопланн            | Олесунн             | 500 тыс. евро              |
| Защ  | Василиос Загаритис         | Алмере Сити         | 500 тыс. евро              |
| ПЗ   | Йорис ван Оверем           | Маккаби (Тель-Авив) | Свободный агент            |
| ПЗ   | Нолан Кауртенс             | Янг Редс            | Свободный агент            |
| ПЗ   | Ринго Мервелд              | Виллем II           | 800 тыс. евро              |
| Нап  | Данило Аль-Саед            | АИК                 | Окончание аренды           |
| Нап  | Максанс Ривера             | Дюнкерк             | 600 тыс. евро              |
| Нап  | Дилан Венте                | Хиберниан           | 1,05 млн евро              |
| Нап  | Амауррихо ван Аксел Донген | Аякс                | Арендован до 30 июня 2026  |
| Нап  | Вацлав Сейк                | Спарта (Прага)      | Арендован до 30 июня 2026  |

### Ушли
| Поз. | Игрок              | Новый/прежний клуб    | Стоимость/статус трансфера |
| ---- | ------------------ | --------------------- | -------------------------- |
| Вр   | Микки ван дер Харт | Кейптаун Сити         | Свободный агент            |
| Вр   | Ян Беккема         |                       | Свободный агент            |
| Защ  | Йорди де Вейс      | Фортуна (Дюссельдорф) | Окончание аренды           |
| Защ  | Николай Хопланн    | Олесунн               | Окончание аренды           |
| Защ  | Хуссейн Али        |                       | Свободный агент            |
| Защ  | Матс Кёлерт        | Брондбю               | Свободный агент            |
| Защ  | Матея Милованович  | Партизан              | Свободный агент            |
| Защ  | Дензел Холл        | Ротерем Юнайтед       |                            |
| ПЗ   | Ильяс Себауи       | Фейеноорд             | Окончание аренды           |
| ПЗ   | Амара Конде        | Эльферсберг           | 400 тыс. евро              |
| Нап  | Милош Лукович      | Страсбур              | Окончание аренды           |
| Нап  | Алиреза Джаханбахш |                       | Свободный агент            |
| Нап  | Че Нюннели         |                       | Свободный агент            |
| Нап  | Димитрис Раллис    | Ягеллония             | 190 тыс. евро              |
| Нап  | Ион Николаеску     | Маккаби (Тель-Авив)   | 1,3 млн                    |
| Нап  | Данило Аль-Саед    | Хеккен                | 400 тыс. евро              |

## «Херенвен» в еврокубках

### Выступление клуба в еврокубках
| Сезон   | Турнир                   | Раунд         | Соперник            | Дома     | Выезд      |
| ------- | ------------------------ | ------------- | ------------------- | -------- | ---------- |
| 1995    | Кубок Интертото          | Группа 4      | Нествед             | 2:1      |            |
| 1995    | Кубок Интертото          | Группа 4      | Тон Пентре          |          | 7:0        |
| 1995    | Кубок Интертото          | Группа 4      | Бекешчаба           | 4:0      |            |
| 1995    | Кубок Интертото          | Группа 4      | Униан Лейрия        |          | 0:1        |
| 1995    | Кубок Интертото          | 1/8           | Фарул               | 4:0      |            |
| 1995    | Кубок Интертото          | 1/4           | Бордо               |          | 0:2        |
| 1996    | Кубок Интертото          | Группа 5      | Слайго Роверс       |          | 0:0        |
| 1996    | Кубок Интертото          | Группа 5      | Лиллестрём          | 0:1      |            |
| 1996    | Кубок Интертото          | Группа 5      | Нант                |          | 1:3        |
| 1996    | Кубок Интертото          | Группа 5      | Каунас              | 3:1      |            |
| 1997    | Кубок Интертото          | Группа 1      | Динамо-93           |          | 0:1        |
| 1997    | Кубок Интертото          | Группа 1      | Полония Варшава     | 0:0      |            |
| 1997    | Кубок Интертото          | Группа 1      | Дуйсбург            |          | 0:2        |
| 1997    | Кубок Интертото          | Группа 1      | Ольборг             | 8:2      |            |
| 1998/99 | Кубок обладателей кубков | 1-й раунд     | Амика               | 3:1*     | 1:0        |
| 1998/99 | Кубок обладателей кубков | 2-й раунд     | Вараджин            | 2:1*     | 2-4 (д.в.) |
| 1999    | Кубок Интертото          | 3-й раунд     | Хаммарбю            | 2:0*     | 2:0        |
| 1999    | Кубок Интертото          | Полуфинал     | Вест Хэм Юнайтед    | 0:1      | 0:1*       |
| 2000/01 | Лига чемпионов           | Группа C      | Валенсия            | 0:1      | 1:1        |
| 2000/01 | Лига чемпионов           | Группа C      | Олимпик Лион        | 0:2      | 1:3        |
| 2000/01 | Лига чемпионов           | Группа C      | Олимпиакос          | 1:0      | 0:2        |
| 2001    | Кубок Интертото          | 2-й раунд     | Металлург Лиепая    | 6:1      | 2:3*       |
| 2001    | Кубок Интертото          | 3-й раунд     | Базель              | 2:3      | 1:2*       |
| 2002/03 | Кубок УЕФА               | 1-й раунд     | Прогресул           | 2:0      | 0:3*       |
| 2003    | Кубок Интертото          | 3-й раунд     | Льерс               | 4:1*     | 1:0        |
| 2003    | Кубок Интертото          | Полуфинал     | Копер               | 2:0*     | 0:1        |
| 2003    | Кубок Интертото          | Финал         | Вильярреал          | 1:2*     | 0:0        |
| 2004/05 | Кубок УЕФА               | 1-й раунд     | Маккаби Петах-Тиква | 5:0      | —          |
| 2004/05 | Кубок УЕФА               | Группа G      | Бенфика             |          | 2:4        |
| 2004/05 | Кубок УЕФА               | Группа G      | Штутгарт            | 1:0      |            |
| 2004/05 | Кубок УЕФА               | Группа G      | Динамо Загреб       |          | 2:2        |
| 2004/05 | Кубок УЕФА               | Группа G      | Беверен             | 1:0      |            |
| 2004/05 | Кубок УЕФА               | 3-й раунд     | Ньюкасл Юнайтед     | 1:2*     | 1:2        |
| 2005/06 | Кубок УЕФА               | 1-й раунд     | Баник Острава       | 5:0      | 0:2*       |
| 2005/06 | Кубок УЕФА               | Группа F      | Динамо Бухарест     |          | 0:0        |
| 2005/06 | Кубок УЕФА               | Группа F      | ЦСКА Москва         | 0:0      |            |
| 2005/06 | Кубок УЕФА               | Группа F      | Олимпик Марсель     |          | 0:1        |
| 2005/06 | Кубок УЕФА               | Группа F      | Левски              | 2:1      |            |
| 2005/06 | Кубок УЕФА               | 3-й раунд     | Стяуа               | 1:3*     | 1:0        |
| 2006/07 | Кубок УЕФА               | 1-й раунд     | Витория Сетубал     | 0:0      | 3:0        |
| 2006/07 | Кубок УЕФА               | Группа D      | Осасуна             |          | 0:0        |
| 2006/07 | Кубок УЕФА               | Группа D      | Оденсе              | 0:2      |            |
| 2006/07 | Кубок УЕФА               | Группа D      | Парма               |          | 1:2        |
| 2006/07 | Кубок УЕФА               | Группа D      | Ланс                | 1:0      |            |
| 2007/08 | Кубок УЕФА               | 1-й раунд     | Хельсингборг        | 5:3*     | 1:5        |
| 2008/09 | Кубок УЕФА               | 1-й раунд     | Витория Сетубал     | 5:2      | 1:1        |
| 2008/09 | Кубок УЕФА               | Группа E      | Милан               | 1:3      |            |
| 2008/09 | Кубок УЕФА               | Группа E      | Вольфсбург          |          | 1:5        |
| 2008/09 | Кубок УЕФА               | Группа E      | Брага               | 1:2      |            |
| 2008/09 | Кубок УЕФА               | Группа E      | Портсмут            |          | 0:3        |
| 2009/10 | Лига Европы              | Плей-офф      | ПАОК                | 1:1 (г)* | 0:0        |
| 2009/10 | Лига Европы              | Группа D      | Спортинг Лиссабон   | 2:3      | 1:1        |
| 2009/10 | Лига Европы              | Группа D      | Герта               | 2:3      | 1:0        |
| 2009/10 | Лига Европы              | Группа D      | Вентспилс           | 5:0      | 0:0        |
| 2012/13 | Лига Европы              | 3-й кв. раунд | Рапид Бухарест      | 4:0*     | 0:1        |
| 2012/13 | Лига Европы              | Плей-офф      | Молде               | 1:2      | 0:2*       |

- Результат с пометкой «*» = первый сыгранный матч.

### Статистика еврокубков
| Турнир                   | Участия | Игры | Победы | Ничьи | Поражения | Забито | Пропущено |
| ------------------------ | ------- | ---- | ------ | ----- | --------- | ------ | --------- |
| Лига чемпионов УЕФА      | 1       | 6    | 1      | 1     | 4         | 3      | 9         |
| Лига Европы УЕФА         | 2       | 12   | 3      | 4     | 5         | 17     | 13        |
| Кубок обладателей кубков | 1       | 4    | 3      | 0     | 1         | 8      | 6         |
| Кубок УЕФА               | 6       | 31   | 11     | 6     | 14        | 44     | 48        |
| Кубок Интертото          | 5       | 24   | 11     | 3     | 10        | 41     | 20        |
| Всего                    | 15      | 77   | 29     | 14    | 34        | 113    | 96        |

## Форма

### Домашняя
| 2016/17 | 2017/18 | 2018/19 | 2019/20 | 2020/21 | 2021/22 | 2022/23 | 2023/24 |

### Гостевая
| 2016/17 | 2017/18 | 2018/19 | 2019/20 | 2020/21 | 2021/22 | 2022/23 | 2023/24 |

### Резервная
| 2023/24 |

Источники:,